# Vordere Hohbachwiesen
Vordere Hohbachwiesen ist der Name eines Naturschutzgebietes in Urbach (Rems-Murr-Kreis, Baden-Württemberg). Schutzzweck ist „die Erhaltung und Förderung der reich strukturieren Wiesenlandschaft, des Waldmantels und des naturnahen Baches mit typischen, zum Teil stark gefährdeten Tier- und Pflanzenarten“. Das Areal wurde mit Verordnung des Regierungspräsidiums Stuttgart vom 23. Dezember 1991 unter Schutz gestellt.

## Lage, Geologie, Nutzungsgeschichte
Das Gebiet befindet sich etwa 1,5 km östlich vom Urbacher Ortszentrum in unmittelbarer Nähe des Weilers Bärenbach am Übergang vom Hohbach- ins Bärenbachtal.
Geologisch erstrecken sich die Flächen vom Gipskeuper über den Schilfsandstein (stellenweise stufenbildend) und die Unteren Bunten Mergel bis zum Kieselsandstein (280 m ü. NN bis 350 m ü. NN). Entsprechend breit ist das Spektrum der Böden: von trocken bis nass, wobei die mäßig trockenen, eher mageren Böden überwiegen.
Im 19. Jahrhundert wurde das Areal noch hauptsächlich ackerbaulich genutzt, lediglich die feuchteren Bereiche dienten als Grünland. Die Flächen waren möglicherweise Teil der Urbacher Allmende. Der heute zum Naturschutzgebiet gehörende Waldanteil war damals Weide, später erfolgte die Aufforstung mit Fichten.

## Charakter, Flora und Fauna
Die großen, extensiv genutzten Wiesen (Salbei-Glatthafer-Wiesen) sind Lebensraum zahlreicher Pflanzen. Besonders im späten Frühjahr entfalten sie ihre Pracht: Es blühen beispielsweise Wiesen-Salbei, Wiesen-Bocksbart, Brand-Knabenkraut. Diese Vielfalt bildet wiederum die Grundlage für zahlreiche Insekten, insbesondere Falter. Auch der Neuntöter ist hier heimisch, er nutzt die im Gebiet befindlichen einzelnen Büsche.

## Pflegemaßnahmen
Für die Wiesen wurden 1994 detaillierte Pflegemaßnahmen entwickelt, die Vertragslandwirte umsetzen.

## Gefährdung
Das Bärenbach- und Hohbachtal sind beliebte Naherholungsgebiete für den Schorndorfer Raum. Das Naturschutzgebiet grenzt an zwei Vereinsgelände sowie an die Außenflächen einer Gaststätte. Infolgedessen kommt es häufig zu Trittschäden, manchmal werden auch illegal Pflanzen entnommen.